# 大井町
大井町（おおいまち）は、神奈川県の南西部に位置し、足柄上郡に属する町。

## 地理
神奈川県の南西部に位置し、町の西端を酒匂川が流れる。北東部・東部から大磯丘陵が連なり、その終端となっている。
町の中央部から南部は平地である。酒匂川の分水である酒匂堰（用水）が中央部を流れ、北東部から流れ込む菊川と合流して南の小田原市へと向かう。この間の平地は水田地帯であり、町域面積の10%、耕地面積の3割以上が水田である。また、丘陵地を利用したみかんなどの果樹栽培も盛んである。
町の北部は松田町と隣接しており、東名高速道路の大井松田インターチェンジや御殿場線松田駅・小田急小田原線新松田駅などとも近接している。このため近年では東京との交通利便性から企業の進出もある。

## 隣接している自治体
- 小田原市、秦野市、足柄上郡中井町・松田町・開成町

## 人口
| |                                        |  |
| 大井町と全国の年齢別人口分布（2005年） | 大井町の年齢・男女別人口分布（2005年） |  |
| ■紫色 ― 大井町 ■緑色 ― 日本全国 | ■青色 ― 男性 ■赤色 ― 女性              |  |
| 大井町（に相当する地域）の人口の推移 \| 1970年（昭和45年） \| 8,876人 \| \| \| 1975年（昭和50年） \| 10,511人 \| \| \| 1980年（昭和55年） \| 12,832人 \| \| \| 1985年（昭和60年） \| 14,006人 \| \| \| 1990年（平成2年） \| 14,895人 \| \| \| 1995年（平成7年） \| 15,599人 \| \| \| 2000年（平成12年） \| 16,582人 \| \| \| 2005年（平成17年） \| 17,530人 \| \| \| 2010年（平成22年） \| 17,972人 \| \| \| 2015年（平成27年） \| 17,033人 \| \| \| 2020年（令和2年） \| 17,129人 \| \| |                                        |  |
| 総務省統計局 国勢調査より |                                        |  |
| 1970年（昭和45年） | 8,876人                                |  |
| 1975年（昭和50年） | 10,511人                               |  |
| 1980年（昭和55年） | 12,832人                               |  |
| 1985年（昭和60年） | 14,006人                               |  |
| 1990年（平成2年） | 14,895人                               |  |
| 1995年（平成7年） | 15,599人                               |  |
| 2000年（平成12年） | 16,582人                               |  |
| 2005年（平成17年） | 17,530人                               |  |
| 2010年（平成22年） | 17,972人                               |  |
| 2015年（平成27年） | 17,033人                               |  |
| 2020年（令和2年） | 17,129人                               |  |

## 行政

### 町長
- 町長：小田眞一（2018年12月22日就任、1期目）

### 歴代町長
特記なき場合『令和元年度統計要覧』による。
| 代         | 氏名     | 就任             | 退任             | 備考 |
| ---------- | -------- | ---------------- | ---------------- | ---- |
| 職務代理者 | 飯山藤三 | 昭和31年4月1日   | 昭和31年4月21日  |      |
| 初         | 飯山藤三 | 昭和31年4月22日  | 昭和35年4月21日  |      |
| 2-5        | 田村治平 | 昭和35年4月22日  | 昭和49年12月7日  |      |
| 職務代理者 | 夏苅末敏 | 昭和49年12月8日  | 昭和49年12月21日 |      |
| 6          | 井上正夫 | 昭和49年12月22日 | 昭和53年12月21日 |      |
| 7-11       | 瀬戸洋二 | 昭和53年12月22日 | 平成10年12月21日 |      |
| 12-16      | 間宮恒行 | 平成10年12月22日 | 平成30年12月21日 |      |
| 17-        | 小田眞一 | 平成30年12月22日 | 現職             |      |

### 行政区域の変遷
- 1956年（昭和31年）4月1日 - 相和村・金田村および曽我村の一部（大字西大井、上大井）が合併して発足。

### 行政機構
- 町長
- 会計管理者（旧・収入役）
  - 会計室
- 副市町村長（旧・助役）
  - 防災安全室
  - 総務部
    - 総務課
    - 企画財政課

  - 町民部
    - 町民課
    - 税務課

  - 福祉部
    - 介護福祉課
    - 子育て健康課

  - 環境部
    - 環境保全課
    - 上下水道課

  - 経済建設部
    - 地域振興課
    - 都市整備課

### 地区
- 旧曽我村
  - 西大井（にしおおい） - 旧西大井村
  - 上大井（かみおおい） - 旧上大井村
- 旧金田村
  - 金手（かなで） - 旧金手村
  - 金子（かねこ） - 旧金子村
- 旧相和村
  - 山田（やまだ） - 旧山田村
  - 旧上中村
    - 柳（やなぎ） - 旧柳村
    - 赤田（あかだ） - 旧赤田村
    - 高尾（たかお） - 旧高尾村
    - 篠窪（しのくぼ） - 旧篠窪村

## 立法

### 町議会

#### 町議会の組織
- 議会運営委員会
- 常任委員会
  - 企画経済
  - 教育福祉
- 議会だより編集委員会

## 産業
総世帯数約6,000のうち、約500世帯余が農家であり、また70世帯余が林業に携わっている。

### 農林業

#### 農業
- 大井町の町域面積のうち約4分の1が耕地であり、世帯数の10%、人口の15%ほどが農家であるが、その数は年々減少している。
- 2000年の耕地面積は361haで、そのうち作付延べ面積は327ha（耕地利用率90.6%）である。内訳は以下のとおり。

田 124ha（水稲88haなど）
畑 237ha
普通畑 118ha（だいこん9ha・とうもろこし9ha・馬鈴薯・さといも8haなど）
樹園地 119ha（みかん42ha・くり22ha・うめ12haなど）

### サービス業
町内のランドマーク的存在となっている大井第一生命館ビルには、かつて第一生命保険の大井本社が所在していたが、現在は「新大井事業所」として町役場の近辺に移転している。
なお大井第一生命館ビルは現在、株式会社ブルックスホールディングスが所有している。

## 健康・福祉
以下の保健福祉施設がある。
- 大井町保健福祉センター
- ふれあい館

## 教育

### 小学校
- 大井町立大井小学校
- 大井町立上大井小学校
- 大井町立相和小学校

### 中学校
- 大井町立湘光中学校

### 高等学校
- 神奈川県立大井高等学校

## 施設

### ホール・集会場
- 大井町立そうわ会館

### 図書館
- 大井町図書館

### 博物館
- 大井町立郷土資料館

### 公民館
- 大井町立中央公民館

### 体育施設
- 大井町総合体育館
- 大井町山田総合グラウンド

### その他
- 明治大学天文部足柄観測所

## 交通

### 鉄道路線
町役場は下記2駅の中間に位置する。
東海旅客鉄道（JR東海）
- 御殿場線：上大井駅 - 相模金子駅

この他、御殿場線松田駅と小田急小田原線新松田駅（いずれも松田町）および開成駅（開成町）、栢山駅（小田原市）も、大井町との境に近くアクセス圏内である。

### バス路線
- 富士急モビリティ

### 都道府県庁への連絡
御殿場線国府津経由で東海道本線を利用し横浜へ。

### 広範囲な連絡
- 東名高速道路に高速バスの東名大井BSがあり、東京・名古屋方面に利用が可能である。
- 新松田駅から小田急小田原線を利用して新宿へのアクセスも可能。

### 道路

#### 高速道路・有料道路
- E1東名高速道路（東名大井BS・大井松田IC）

#### 一般国道
- 国道255号

#### 都道府県道
- 主要地方道
  - 神奈川県道72号松田国府津線
  - 神奈川県道77号平塚松田線
  - 神奈川県道78号御殿場大井線
- 一般都道府県道
  - 神奈川県道708号秦野大井線
  - 神奈川県道711号小田原松田線
  - 神奈川県道714号栢山停車場曽我線

## 名所・旧跡・観光スポット・祭事・催事・名産品など
- 大井よさこいひょうたん祭（8月第1土曜日・日曜日）
  - 1970年代、上大井駅で日よけのためにひょうたん棚を設けたところ話題となり、ひょうたん祭が開かれるまでになった。祭りの開催にあわせてひょうたん娘が選ばれる。
- 食用の瓢箪（ひょうたん）を使ったお菓子ブランド「福ゞ瓢箪（ふくふくひょうたん）」ができた。WEBサイト「ひょうたん家」からショッピングができる。
- いこいの村あしがら

### 名産品
- フェイジョア
- はるみ (米)
- いちじく

## 著名な出身者
- 小田眞一（大井町町長）
- 渋谷謙人（俳優）
- 諸星すみれ（声優）